# Gerecht (Leiden)
Het Gerecht is een pleintje in de Pieterswijk in de binnenstad van de Nederlandse stad Leiden. 
Het plein wordt gedomineerd door het Gravensteen, de vroegere stadsgevangenis. Aan deze functie ontleent het plein ook zijn huidige naam. Het pleintje voor het Gravensteen, dat omringd was door een gracht, werd als executieplaats gebruikt en ‘Het Groene Zoodje’of ‘Schoonverdriet’ genoemd.
De plaats van de voormalige executieplaats is met de herinrichting in 2004 in de bestrating aangegeven met banden van Chinees hardsteen en geïntegreerde verlichting.

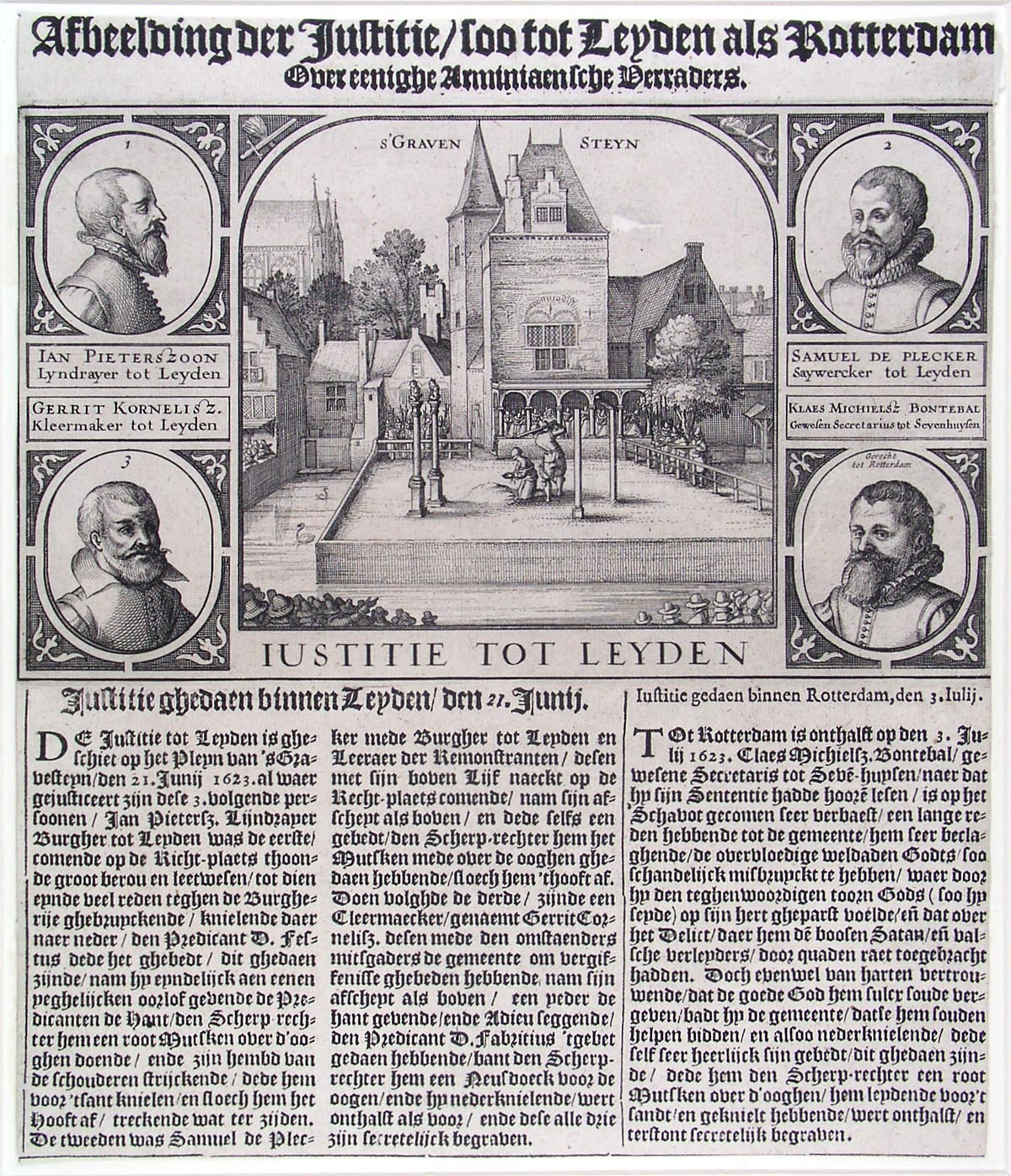
Executie aan het Gerecht (1623)